# Штефан Крайнер
Штефан Крайнер  (нім. Stefan Kreiner, 30 жовтня 1973) — австрійський лижний двоборець, олімпійський медаліст.

## Виступи на Олімпіадах
| Олімпіада       | Дисципліна | Місце |
| --------------- | ---------- | ----- |
| Альбервіль 1992 | командні   | 3     |
| Альбервіль 1992 | особисті   | 18    |

## Зовнішні посилання
- Досьє на sport.references.com